# 입시명문사립 정글고등학교
《입시명문 사립 정글고등학교》는 김규삼이 네이버 웹툰에 연재했던 웹툰이다. 불사조, 권영빈 등 주인공들의 학교생활을 중심으로 줄거리가 전개되며, 대한민국의 교육 현실에 대한 블랙코미디도 섞여 있다. 현재 단행본을 3권 발매했다. 독자들은 보통 정글고 또는 정글고등학교라 부른다. 현실 시간의 영향을 받는다. (예를 들어, 11월 때에는 수능과 관련된 만화가 올라왔으며, 현실 시간으로 신학기에는 주인공들의 학년이 올랐다.)

## 등장인물

### 학생
- 불사조

이름 그대로 불사조이면서 정글고 학생 회장이다. 의인화된 닭의 형태로 등장한다. 고등학생으로는 상당히 박식하고 전국 1등이지만 학교, 특히 정글고등학교에 대한 불만을 느끼고 있다. 불사조이기 때문에 죽어도 곧 다시 살아나며, 그래서인지 자살을 거의 취미 삼아 하지만 다음날 언제 죽었느냐는 듯이 등교하는 모습을 보인다.흔히 슴가부라 불리는 부두교부의 부원인데,그 이유는 부두교 교사의 가슴 크기에 관심이 있기 때문이다. 제목이 긴 책을 보는게 특징이다.
어릴 적에는 병아리 모습이었으며 별명은 ‘뼝’이었다. (167화)
동생 불사영은 사춘기 청소년답지 않은 불사조의 성격에 짜증을 표하며, 차라리 야한 소설을 읽는 것이 보통 불사조가 읽는 책보다 나을 것이라고 말하곤 한다. 희선의 꾸미지 않은 모습에 반하곤 한다.
노멀 버전은 닭의 머리를 가진 인간의 형태이지만 인간형 버전은 백발에 앞 머리만 살짝 빨간색인 굉장한 남성으로 등장한다.
- 김영수

J그룹 회장의 아들로 폭력이 가해지면 즉시 부모에게 연락해 해당 교사를 쫓아내는 “재수 없는 스킬”을 소유하고 있는 싹수 노란 학생. 선생이 재미있는 이야기를 들려 줄 때 진도를 나가자고 말하거나 재미없는 (혹은 듣기 싫은) 이야기를 재미있게 받아들이고, 선생이 숙제 검사를 잊었을 때 상기시키는 등의 눈치 없는 행동으로 반 친구들의 분노를 사는 경우가 많다.
불사조는 영수의 “재수 없는 스킬”을 사용해 일명 “프렌드 실드(Friend Shield: 친구 방패)”라는 기술을 사용한다. 간단히 표현하면 교사가 자신을 때리려 할 때 재빨리 영수를 사용해 막아내고 교사를 쫓아내는 기술이다.
방학 때 자주 주식 투자를 하고 크리스마스 선물로 주식을 받는 등 철저한 투자자의 모습을 이미 보이고 있다.
유명 가수 클럽과 보디가드 업체 하나를 부도내기도 하였다.
- 권영빈

고민 많은 사춘기 소년. 2화 때부터 국어선생에게 상담을 받고 마신 칵테일 값을 내지 못하여 아르바이트하고 있다. ‘남캐소녀’라는 아이디로 소설을 쓴 적이 있다. 1·2학년 때 불사조와 같은 반 친구이다. 공부를 못해 수학 선생에게 자주 혼나거나 맞게 된다.
- 정희선

반장이며 불사조를 짝사랑한다. 1학년 때에는 항상 만년삼 엑기스를 빨고 있었다.불사조를 좋아하여 불사조와 친하게 지내려고 하지만 그때마다 일이 빗나가고 만다.희선 자신은 불사조가 자신의 생얼굴을 보는 것을 두려워하지만 불사조는 그 모습을 좋아한다.가끔 자신의 어머니와 갈등을 겪곤 한다.
- 김혜선

희선의 친한 친구이다.그의 어머니와 달리 만년삼을 싫어하여(어머니는 만년삼이 수험생에 좋다는 소문 때문에 만년삼을 좋아한다.) 학교 바자회 때 만년삼을 내놓았다.‘엄마 친구 아들’에게 과외를 받고 있다.
- 명왕성

전국 2등으로 불사조의 맞수. 다른 사람들에게 무시를 받았으며 무표정 소녀에게 반했다 (70화). 불사조에게 패배하기 전까지는 각 학교를 돌며 전교 1등과 대결을 하여 이기면 전교 1등을 교문 앞에 매달아 놓고 학교 간판을 떼어 갔다. 명왕성의 태양계 행성 퇴출을 받아들이지 못한다. (52화에 처음 등장) 명왕성만의 특징이 있다면 다른 정글고등학교의 학생들과는 달리 정글고로 전학오기 전의 학교 교복을 정글고 내부에서 그대로 입고 다닌다는 점이다. 수학을 광적으로 좋아한다.
- 무표정 소녀 (통칭, 본명 미상)

몇 년 전에 정글고등학교에서 자살한 전 전교 1등 여학생으로, 실제적인 존재감이나 영향은 적지만 타이틀 이미지를 차지하고 있다. 이름 그대로 항상 무표정한 모습을 보이며, 연재 초기에 학교와 선생들을 소개하는 역을 맡았다. 현재에는 대개 코미디를 위해 사용된다. 학교에서 자살한 이후로 계속 학교에 남아 있다. 하지만 <도전! 도금벨>(골든벨의 패러디)에서는 학교에서 나와 정글고등학교의 유일한 생존자인 불사조를 도와 마지막 문제를 맞출 수 있게 한 사례가 있다. 이따금 실제로 물리적인 영향을 끼치기도 하고, 목소리를 듣게 하는 사례도 있다. 이따금 실제로 모습을 보이는 때도 있다. 명왕성 앞에 나타났을 때에 명왕성이 무표정 소녀에게 반하게 된다.
211화에서 명왕성이 쪽지를 남겨 짝사랑을 고백했을 때, 무표정 소녀가 처음으로 미소를 짓는 장면이 공개되었다. (100화 특집은 논외.)
실제로 비중은 적은 캐릭터며 사실상 불필요하다고까지 할 수 있으나, 팬들에게서 상당한 인기를 끌고 있다.
332화에서 무표정소녀가 명왕성이 쓴 연애감정의 방정식을 지우면서 '난 널 좋아해'라고 쓰고, 명왕성은 자신이 쓴 방정식이 틀렸다는 것을 보여주겠다고 한다.
- 불사영

불사조의 한 살 아래 여동생이지만 인간이며, 불사조와는 달리 공부를 못하고 성격도 정 반대. 그 때문에 불사조가 대신 혼이 나는 경우가 허다하다. 세계 대회까지 참가하는 테니스 선수이다.
30화에 처음 소개되었을 때는 깃털이 있다고 밝혀졌으나 (당시에는 공작과 같은 "불량한 깃털"을 달고 있었다.), 실제로 등장할 때에는 깃털을 보이지 않는다. 오빠인 불사조와의 닮은 점은 빼어난 미모가 유일하다. 불사조 남매는 '구애의 춤'이란 춤으로 사랑을 표하기도 한다.
- 김재우

권영빈의 친구. 권영빈과 동성애를 한 것으로 오해를 받은 적도 있다.
- 윤미래

영빈을 짝사랑하는 상담실 아르바이트생이다. 이사장의 형상을 한 초합금 트로피를 시상 받지만, 트로피를 하이킥으로 날려보내 7일간 교내봉사를 받는다. 무표정 소녀와 어딘가 흡사한 외모다.
- 한태지

솟구친 빨간 머리를 한 만화, 애니, 무협·판타지소설, 게임 애호가. 애니메이션 감독이 꿈이다. 바자회 때 게임 아이템을 사은품으로 내걸고 문제집들을 팔 정도로 공부와는 담을 쌓았다. 이 때문에 전교 꼴찌이며 한태지같은 문제아들을 정리하기 위해 정글고의 정안봉은 각 반마다 독방을 설치하여 꼴찌를 가둬놓는 제도를 실행하기까지 했다. 결국 부모님에 의해 스파르탄 기숙 학원에 처넣어졌다.
- 세영

반에서 10등 안에 드는데도 부모님에게 야단을 맞는 학생.부모님은 큰 학원을 운영하는데,부모는 학원을 운영하면서 자식은 공부를 못한다는 소리를 들을까 봐 세영의 성적에 만족하지 못하고 야단만 친다. 자살을 시도하려 하나 무표정 소녀가 구해 준다. 국어선생에게서 감동하고 그를 본받고자 상담실에서 아르바이트를 시작한다.국어선생님께 무표정 소녀의 이야기를 듣게 된다.

### 교사
- 정안봉

정글고의 이사장으로, '쇼미더머니'(Show me the money, 스타크래프트의 치트키) 재단을 운영하고 있다. 불사영이 자신의 동상 현판에 적힌 이니셜 ‘JAV’를 ‘Japan Adult Video’로 고치는 바람에 별명이 ‘야동’이 되었다. 사바나고 이사장과 원수지간이고, 그와 도박을 해서 사바나고 운동장을 따내 그 곳을 버스 정류장으로 만드는가 하면 교내방송에 미성년자들에게 유해한 내용으로 훈화를 하는 등 바람직하지 못한 교육자의 모습을 몸소 보여 주었다. 사실 그의 정체는 알아주는 폭력조직의 총두목이다. 그의 아내는 엄청난 미인으로 1990년대 미스코리아 선에 뽑힌 전력이 있다. 정글고의 세계관에서 가장 큰 악역에 해당된다. 정글고 폭력교사 4천왕 히든보스.
- 국어선생님

교내에 바(bar)처럼 꾸민 자신만의 상담실을 운영하고 있다. 항상 바텐더 복장을 하고 있으며, 학생들에게 칵테일(알콜 없음)을 제조해서 준다. 상담을 다하고 나면 요금 바가지를 씌우고 돈을 내지 못하면 그 곳에서 일정기간동안 일을 시킨다. 원래는 잘 나가던 학원강사였으나 정글고 교사가 되었다. 과거에 무표정 소녀의 담임이었으며 무표정 소녀가 자살 이후 그 책임이 자신에게도 있다고 생각하여 학생들의 고민을 들어주기 시작했다.
- 영어선생님

불사조의 2, 3학년 때 담임선생님. 이름은 나오지 않았지만 성은 홍씨이다. 골초이지만 수업 시간엔 막대 사탕을 물고 있다. 잘못하고 핑계 대는 학생들에게 엽기행각을 하여(불사조에게 4층 높이에서 날아보라고 권유하고 명왕성에게 자신의 사탕을 코에 쑤셔넣는 등) 화려한 ‘말빨’의 불사조도 그에게는 못 당한다. 연재 동안에 꾸준히 등장한 인물이다. 정글고 폭력교사 4천왕중 1명. 정글고에서 몇 안 되는 '정상적인' 교사이다.
- 이제황

정글고의 체육선생님이다. ‘미애’라는 여학생을 두고 서로 싸우고 화해한 두 남학생을 화해시킨다는 명목으로 두 명을 동시에 껴안았다가 두 학생의 뼈를 부러뜨려 ‘우정파괴범’이라는 별명을 얻었다. 항상 금메달을 목에 걸고 다니며 장기휴가로 74화 이후로 등장하지 않고 있다. 335화에서 훈훈하게 컴백했으나 수능이 두 달 남짓 남은 관계로 학교방침에 따라 자습의 길을 걷게 되었다.
- 정치·경제 선생님

몇 년 뒤 정년퇴임을 앞두고 있으며 주식 경력이 20년이지만 마이너스 통장 1500만 원을 가지고 있다. 주식에서 김영수에게 패배했다. 88화에만 등장했다.
- 최필헌

정글고의 수학 교사로, 불사조의 1학년 때 담임선생님이다. 폭력에 지친 학생들 사이에서는 '필헌쓰'라는 별명이 붙었다. 매우 폭력적인 선생이며, 일반적으로 회초리 대신 통냉동참치를 사용하고, 심지어 황새치를 사용하는 때도 보인다.(회초리로 쓰는 생선은 가시가 매우 나 있기도 하다.) 일부 학생들은 잔머리를 써 옷을 껴입기도 하지만, 그런 사실을 베테랑 교사의 노련함으로 투시력을 통해 눈치 챌 수 있는 것으로 보이며, 더욱 혹독한 벌을 가하기에 이런 잔머리는 통하지 않는다. 젊을 때에는 매우 미남에 매너있는 사람이었고 결혼했을 때 수많은 여성이 울었을 정도였으나, 중년이 되면서 외모가 변해 현재의 필헌쓰가 되었다. 반면 등록금을 내지 못하는 학생들의 등록금을 대신 내주는 자상한 면도 있다. 학생들에게 합격 통지서를 미끼로 엄청난 가혹행위를 자행한다. 이에 학생들은 최필헌에 대한 복수심으로 공부해서 이름있는 대학에 진학하여 졸업 시즌마다 체벌당한 것에 대한 복수를 자행하지만 정작 정글고 졸업생들이 가장 존경하는 교사로 손꼽히고 있다. 대기업 이사, 유명 탤런트, 육군 중령, 전국구 국회의원 등의 제자들을 두고 있다. 정글고 폭력교사 4천왕 중 한 명. 그의 이름은 메가쑈킹으로 알려진 만화가 고필헌 화백의 본명에서 따왔다. '일단 두 대 맞자'라는 말을 많이 쓴다.
- 송여진

생물 과목을 맡은 교사다. 보기 드문 꽃미남이며 신혼 초이다. 학생들을 때리지 않는 몇 안 되는 정글고 선생이며, 이 때문에 학생들이 우습게 보곤 한다.
- 물리, 화학선생님

평소에는 바바리코트를 뒤집어쓰고 다닐 정도로 지나치게 소심하지만 '자신감을 증가시켜 주는' 약을 복용하거나 코트를 벗으면 헐크처럼 사나워지며 거대해진다. 이 때에는 학생들에게 무시무시한 폭력을 선사하며, 첫날 학생들이 비폭력적인 모습을 얕보고 교실에서 대놓고 놀았을 때 엄청난 처벌을 가해 다음 날 학생들이 붕대를 감고 등교하게 할 정도의 힘을 자랑한다. 오랫동안 단련된 물리교사이므로 학생들을 체벌할 때 가속도, 진자운동 등을 계산해내어 때린다. 약을 먹지 않고도 폭력교사가 될 수도 있는데 이는 타인이 코트를 벗기거나 소심할 때 분노가 쌓인 경우이다. 정글고 폭력교사 4천왕 중 1명
- 미술선생님

줄리아노 데 메디치 석고상 형태를 한 선생님. 불사조에게 모델을 시키는 대신 다른 학생들이 그린 불사조의 그림을 보고 판단하기로 했으나 학생들이 불사조를 형편없이 그리는 바람에 불사조에게 D-라는 점수를 주었다. 79회에 등장.
- 일본어 선생님

56화에만 등장한 들어온 지 얼마 안 된 선생님. SS501을 ‘에쎄스 오공일’(원래는 ‘더블에스 오공일’이라 읽는다.)이라고 읽는 바람에 학생들과 친해지는 데 실패했다.
- 마사이아

정글고의 종교선생님. 부두교의 외국인 선교사이다. 큰 키, 큰 가슴, 아름다운 얼굴을 모두 지닌 외모 때문에 남학생들의 인기가 많다. 특히 가슴이 큰 여자를 좋아하는 불사조에게는 절대적인 지지를 받고 있으며 마사이아 때문에 불사조의 종교가 부두교로 개종되기까지 했다.
- 양호 선생님

영화 300의 레오디나스 왕을 모델로 한 인물. 비리로 들어왔으며 의술과는 전혀 관계가 없다. 334화에서 훈화를 하던 이사장이 플루 의심증세를 보이자 강제적인 치료요법을 실행하려다 짤렸다.
- 백영수

6화에만 등장한 영어교사. 취미는 농구, 해병대를 제대했으며 태권도 3단에 대학 때는 권투부였다. 진도를 나가자는 김영수의 뺨을 때리고 쫓겨났다.
- 음악선생님

버클리음대 출신. 음악시간 내내 교가만 부르게 한다. 교가에 지친 학생들이 다른 것을 배우자고 하면 도리어 음대를 갈 거냐며 묻는다.
- 최성춘

정글고의 교장선생님, 정안봉때문에 잘 알려지지 않아서 9화, 307화에만 출연하고 교장이 해야 할 훈화도 못한다. 307화에서 자신의 존재감을 없앤 이사장에가 항의하다가 가발을 벗은 교장의 협박에 진압된다. 교장임에도 불구하고 항상 정안봉 이사장의 그늘에 가려 빛을 보지 못하고 사는 허수아비이다.

### 기타 인물
- 이사장의 아들

차기 이사장 후보이다. 출퇴근은 외제차로 하며 학교 매점을 운영하고 있다. 그러나 청소나 물건 운반 등 잡일을 학생들에게 시킨다. 학생들에게 탄산음료를 암암리에 팔고 있다.
이사장의 아내라는 아름다운 어머니를 가지고 있지만 정작 그녀의 유전자는 물려받지 않은 듯하다. 이사장과 엽기적으로 일치하는 외모를 가지고 있다.
- 이사장의 아내

미스코리아 미에 뽑힌 과거가 있을 정도로 굉장한 미모의 소유자.
- 민도필

사바나고등학교의 이사장으로서, 정안봉과 원수지간이다. 제규어 세단 차를 타고 다니며 도박으로 학교의 운동장을 이사장에게 잃고 그 자리에 버스 정류장이 생겼다. 정글고를 불도저로 밀어버리고 쇼핑센터를 짓는 게 그의 꿈이다.
- 박순덕

열심히 일해서 번 돈을 쇼미더머니 재단에 기부한 할머니. 그 돈은 정안봉의 개인 통장으로 들어갔다.
- 성구1

재수생이다. 3학년 때 1학년인 명왕성에게 패배한다. 명왕성의 라디오 사연 투고에서 한 실언 때문에 분노한다.
- 성구2

불사조와 알고 지낸 중학교 동창. 자신이 다니는 툰드라고등학교에 불만을 느끼고 있다.
- 구선화

사바나고등학교 전교 1등.
- 한류스타 Q3

여학생들에게 아주 많은 인기를 얻는 연예인이다. 이 만화에서 작가는 이 캐릭터로 등장하는데, Q3은 작가의 이름 ‘규삼’에서 따왔기 때문이다.
- 사칭 비너스

정글고 새학기 기념에 나왔었던 인물, 실력을 거듭하여 공인중계사 자격증을 얻었다 그리고 불사영하고 겨뤄서 3-0 점수를 얻었으나 점점 밀리는 사이에 비너스 여신한테 혼을 빼앗긴다.  .
- 조석

마음의 소리 작가 조석 본인이며, 이 만화에서는 정글고 불량버전에서 시위 진압 경찰 부대원 등으로 출연한다.
- 김선권

수사9단 작가 김선권 본인이며, 이 만화에서는 김규삼, 조석 등과 함께 네이버폰을 하는 것으로 출연한다.
- 박희우

318화 장난편에서만 출연하였고,평소 친구들에게 소름끼치는 장난을 한다.불사조와 권영빈이 길을 가다 미군들과 마주쳐 불사조가 영어로 길을 안내하려 하자,박희우가 나타나 불사조는 영어도 잘하냐며 소름끼치는 장난을 한다. 그러자 불사조가 "야! 박희우! 니글니글 하다고!"라고 말하는데,미군의 시선으로는 "요,빡큐! 니그로 니그로 고!"로 들려 불사조가 난처한 상황에 빠지는 내용이다.

## 기타 정보
- 이 만화에 등장한 학교들의 이름은 지리용어이다. (정글, 사바나, 툰드라, 스텝, 프레리, 몬순, 사헬)
- 만년삼은 이 만화에 등장하는 가상의 약초이다. 설정상 한국의 특산품이며, 복용하면 삼 년만 공부하게 된다. (“만년삼”을 거꾸로 쓰면 “삼 년만”이 된다.) 좌절한 사람 얼굴 모양의 이모티콘 (썩은미소, 일명 썩소, {┐─}과 비슷한 모습을 함.) 이 새겨진 모양이며, 씨앗이 발아하여 사춘기에 털이 나기 시작하며 2차 성징을 띤다. 그 후로 술과 담배를 시작하여 세상에 찌들게 되면 포장하여 출하하게 된다.
- 폭력교사 사천왕은 최필헌, 물리선생님, 영어선생님을 통틀어 칭한다. 나머지 한 명은 이제황이라는 설이 가장 유력하였으나 307화, 나머지 한 명은 이사장 정안봉으로 알려졌다. 이사장은 폭력교사 사천왕 중  히든카드 라고도 한다.

## 정글고 특별 5부작
부제는 ‘100회 특집 안드로메다행 수습불가 5부작’이다.

### 줄거리
성구(여기서 성구2는 등장하지 않는다.)가 이끄는 조직에서 탈퇴한 명왕성은 성구의 부하들의 보복을 받게 되지만 무표정 소녀의 도움으로 빠져나온다.명왕성은 그 후 무표정소녀를 좋아하게 되는데, 불사조에게 버림받는 무표정 소녀를 본 명왕성은, 성구한테서 정글고의 이사장이 불사조를 앞세워 복용 시 설사증상을 보이면서도 공부하게 하는 불법 약물인 만년삼정을 판다는 사실을 알게 된다.이 사실을 안 명왕성이 만년삼정을 팔던 불사조의 부하를 공격하자,불사조는 부하인 영빈이와 영수를 시켜 성구의 조직 부하들을 공격하고 성구의 부하들은 영빈과 영수에게 무참히 패한다.불사조는 성구의 부하들을 인질로 삼고 성구의 조직원들에게 만년삼정을 팔게 하려고 한다.그때 이를 막으려고 나타난 명왕성과 불사조의 싸움이 벌어지지만 명왕성이 밀리고 있었다.그때 명왕성은 자신이 좋아한 무표정소녀가 불사조를 좋아한다는 사실을 알고 분노하여 불사조에게 반격하는 데 성공한다.그때 불사조는 싸움을 말리던 무표정소녀에게서 자신이 정글고 이사장의 저주로 인간화된 사실을 알고 이사장을 무찌르려 하지만 이사장은 엄청난 내공이 있었다. 하지만, 무표정 소녀가 만년삼 엑기스를 이사장의 밥에 넣어 이사장은 배가 아파 쓰러지고 학교는 부실공사로 붕괴한다.

### 기존작과의 차이점
이 번외편은 작가가 불사조 인간화, 정글고 불량버전을 중점으로 만들었으며, 줄거리나 인물 설정 등 본편과는 관계가 없다.
- 정글고 불량 버전으로 변형했기 때문에 본편에는 존재하지 않았던 폭력조직 위주로 스토리가 진행된다.
- 불사조는 정안봉의 저주를 받아 인간화되었다. 전체적으로 흰 울프컷에 붉은 스크래치 염색을 했다.
- 무표정 소녀는 이 외전에서 귀신으로 등장하지 않는다. 인간일 때의 감성적인 모습을 보인다.

## 출판 정보
1. 2006년 12월 26일, ISBN 892520813X
2. 2007년 9월 21일, ISBN 9788925214399
3. 2008년 2월 29일, ISBN 8925223848

## 수상 경력
- 제6회 독자만화대상 단편상 (2006년)
- 2008 부천만화상 청소년만화상 (2008년)

## 같이 보기
- 쌉니다 천리마마트
- 밀리언달러스쿨
- 김규삼
- 조석